# 金家寨戰鬥
金家寨戰鬥發生於1931年元月14日－22日，地點則是在中國皖西。是第一次国共内战主要戰鬥之一。該戰鬥交戰一方為中華民國國民革命軍，另一方則為中國共產黨所領導之中國工農紅軍。